# Канцеляристов Петро Семенович
Петро Семенович Канцеляристов (10 вересня 1921, село Орловка Воронезької губернії, тепер Таловського району Воронезької області, Російська Федерація — 16 листопада 1994, Казахстан) — радянський казахський діяч, 1-й секретар Алма-Атинського сільського обласного комітету КП Казахстану, голова Алма-Атинського облвиконкому, голова Комітету народного контролю Казахської РСР. Депутат Верховної ради Казахської РСР 5—10-го скликань.

## Життєпис
З 1936 року працював помічником рахівника у колгоспі Воронезької області. У 1941 році закінчив Верхньоозерський сільськогосподарський технікум.
З 1941 по 1945 рік служив у Червоній армії, учасник німецько-радянської війни. Член ВКП(б).
У 1945—1955 роках — агроном районного земельного відділу; завідувач відділу виконавчого комітету районної ради депутатів трудящих; завідувач відділу районного комітету ВКП(б); заступник директора машинно-тракторної станції; секретар Таловського районного комітету КПРС Воронезької області.
У 1954 році закінчив Вищу партійну школу при ЦК КПРС.
У 1955—1962 роках — 2-й секретар, 1-й секретар Каскеленського районного комітету КП Казахстану Алма-Атинської області.
У 1962 — січні 1963 року — голова виконавчого комітету Алма-Атинської обласної ради депутатів трудящих.
У січні 1963 — грудні 1964 року — 1-й секретар Алма-Атинського сільського обласного комітету КП Казахстану.
У грудні 1964 — 1970 року — голова виконавчого комітету Алма-Атинської обласної ради депутатів трудящих.
У 1970—1971 роках — 1-й заступник міністра заготівель Казахської РСР.
У 1971—1981 роках — голова Комітету народного контролю Казахської РСР.
З 1981 року — персональний пенсіонер, був головою Алма-Атинського обласного комітету профспілки працівників плодоовочевого господарства і заготівель.
Помер 16 листопада 1994 року.

## Нагороди
- два ордени Вітчизняної війни ІІ ст.
- три ордени Трудового Червоного Прапора
- орден Дружби народів
- медаль «За відвагу»
- медаль «За бойові заслуги»
- медалі
- Почесні грамоти Верховної ради Казахської РСР